# David Codey
David Codey (Sídney, 7 de julio de 1957) es un exjugador australiano de rugby que se desempeñaba como octavo.

## Carrera
Codey se formó deportivamente en el club Orange City con el que debutó en primera en 1977. En 1983 fue descubierto y seleccionado a Queensland RU lo que impulsó su carrera, se retiró en 1990.

## Selección nacional
Fue convocado a los Wallabies en 1983 y jugó irregularmente con ellos hasta 1987. En total jugó 13 partidos y marcó dos tries.

### Participaciones en Copas del Mundo
Grigg solo disputó una Copa del Mundo: Nueva Zelanda 1987. En el partido por el tercer puesto ante los dragones rojos, se convirtió en el primer jugador australiano que recibió la tarjeta roja en un Mundial.
| Mundial                       | Sede          | Resultado     | PJ | Tries |
| ----------------------------- | ------------- | ------------- | -- | ----- |
| Copa Mundial de Rugby de 1987 | Nueva Zelanda | Cuarto puesto | 5  | 2     |